# Bydel
Un bydel est une division administrative norvégienne et danoise. Copenhague est divisé en quinze bydele, Bergen en huit bydeler. Dans une kommune entièrement urbaine comme Oslo ou Copenhague ce sont de simples quartiers, dans une kommune un peu moins urbanisée comme Bergen ce sont de petits villages regroupés en une unité portant le nom d'un gros village ou d'une ville. Ils peuvent avoir leur propre administration ou être simplement une unité de l'administration centrale de la Kommune, comme c'est le cas à Bergen depuis 2004.